# Степанов Володимир Володимирович
Степанов Володимир Володимирович (9 травня 1950, Свободне, Амурська область, РСФСР — 19 березня 2025) — український лікар-хірург та політик. Заслужений лікар України (2009).

## Біографія
Володимир Степанов народився 9 травня 1950 року у місті Свободне Амурської області.

## Освіта
У 1973 році закінчив Благовещенський держаний медичний інститут, де отримав спеціалізацію лікаря-хірурга.

## Трудова діяльність
З 1977 по 2021 роки працював хірургом у Слов'янську в місцевих лікарнях. Протягом різних років він очолював.
1990—1994 роки — заступник міського голови Слов'янська з питань охорони здоров'я.

## Політична діяльність
Був депутатом Слов'янської міської ради від Партії регіонів.
У 2014 році підтримував так звану «ДНР», проголосувавши за так звану «Народну самооборону Слов'янська» та за кандидатуру В'ячеслава Пономарьова на посаду «народного мера».

## Смерть
Після початку повномасштабного вторгнення Володимир Степанов із дружиною виїхав в евакуацію. Помер 19 березня 2025 року.

## Родина
Син — колишній міністр охорони здоров'я України (2020—2021) Максим Степанов.